# Monasterio de Nuestra Señora de Valdeflores
El monasterio de Nuestra Señora de Valdeflores es un monasterio situado en las afueras de la ciudad de Vivero, provincia de Lugo (Galicia, España). Este edificio religioso estaba regido por una congregación de dominicas.
Está declarado Monumento Nacional. En 2018 lo abandonaron las últimas monjas que habitaban en él.

## Historia
La fundación de este convento se remonta al siglo XV. La iglesia también es del siglo XV, de estilo gótico, momento también al que corresponde la talla de la Virgen de Valdeflores, la cual se venera en este templo. Esta imagen, según cuenta la tradición, fue encontrada bajo tierra por un campesino en los terrenos sobre los que se levanta el monasterio. El edificio del monasterio es de finales del siglo XVII.

## Descripción
La iglesia, con trazas románicas y ojivales, consta de una sola nave. Contiene tres altares, el mayor de los cuales es obra reciente de José Otero Gorrita, artista compostelano afincado en Vivero. Conserva también un Lignum Crucis.